# Tribler
Tribler — BitTorrent-клієнт, який може бути використаний для створення самодостатньої децентралізованої BitTorrent-мережі, що використовує p2p-комунікації для прямої взаємодії клієнтів без застосування централізованих ланок. Зокрема, Tribler дозволяє побудувати мережу без розгортання окремих BitTorrent-трекерів і здійснює пошук, адресацію і завантаження торентів шляхом прямої взаємодії клієнтів між собою. Сирцевий код Tribler написаний мовою Python і розповсюджується під ліцензією LGPLv2.1+. Установчі пакунки доступні для Ubuntu, Arch Linux, OS X, Windows і FreeBSD.
У Tribler є засоби для анонімізації користувачів у мережі, що в поєднанні з P2P-комунікаціями дозволяє побудувати мережу з анонімними користувачами, яких неможливо відстежити. Такий підхід дозволяє домогтися надзвичайної живучості мережі, і захистити від можливого переслідування користувачів, які роздають або завантажують контент. Реалізація анонімного режиму схожа на Tor — у Tribler використовується підмножина протоколу TOR. Користувацькі системи використовуються як транзитні проксі для прокидання трафіку. Дані прокидаються через низку проміжних проксі з шифруванням загального каналу зв'язку (використовується end-to-end шифрування). Навіть якщо як проксі виступить зловмисник, він не зможе визначити джерело (наступний проксі не знає на якому рівні ланцюжка він перебуває, тому попередній вузол з більшою часткою ймовірності є одним з проксі, а не джерелом) або проаналізувати трафік (спочатку дані надходять зашифрованими і на кожному вузлі додається новий шар шифрування, розшифрувати дані може тільки ініціатор запиту). Зворотною стороною режиму анонімності є значне збільшення трафіку (користувач не тільки віддає і завантажує свій контент, але і бере участь в інших роздачах в ролі проксі) і обмеження пропускної здатності є найвужчим місцем в ланцюжку проксі.
Що стосується не пов'язаних з анонімністю функцій, Tribler повністю сумісний з протоколом Bittorrent і підтримує як використання RSS-стрічок зі списком торент-файлів, так і застосування протоколу Tribe для автоматичного сканування мережі на предмет наявності інших Tribe-клієнтів та їхнє опитування про відомі їм вузли. З часом Tribler накопичує базу даних про активних клієнтів і наявних у них торентах. Для спрощення навігації в морі всіляких торент-файлів застосовується система тематичних каналів. Користувачі на свій розсуд групують наявні у них торенти по каналах, які оцінюються іншими користувачами через систему рейтингу. Матеріали з каналів з більш високим рейтингом виводяться в системі пошуку в першу чергу.
Користувачеві пропонується графічний інтерфейс, написаний з застосуванням бібліотеки wxWidgets, а також мінімалістичний вебінтерфейс. Графічний інтерфейс надає багаті можливості з пошуку контенту, включаючи можливість застосування різних видів фільтрів (присутній навіть батьківський контроль) і системи рейтингу, що дозволяє відсівати спам і низькосортні матеріали. Для перегляду відео до складу графічного інтерфейсу включений вбудований переглядач SwarmPlayer — досить вибрати цікавий фільм і можна відразу почати його перегляд, не чекаючи закінчення завантаження. Завдяки наявності вбудованого веббраузера є можливість роботи з контентом сайтів Youtube.com і Liveleak.com.
Також надається функція рекомендованого контенту, що показує матеріали, які сподобалися іншим користувачам, котрі позитивно оцінили поточний матеріал. Є система підписки на стрічки друзів і можливість делегувати друзям частину не використовуваної пропускної здатності. Сформована з активних користувачів Tribler мережа є повністю децентралізованою і не піддається традиційним способам боротьби з піратським контентом, заснованим на закритті трекерів і каталогів.

## Виноски
1. ↑  tribler/LICENSE.txt at devel · Tribler/tribler, GitHub, архів оригіналу за 18 грудня 2014, процитовано 18 грудня 2014
2. ↑  Випуск децентралізованої торент-системи Tribler 6.4 з підтримкою анонімізації. Архів оригіналу за 22 грудня 2014. Процитовано 22 грудня 2014.